# Brun von Schönebeck

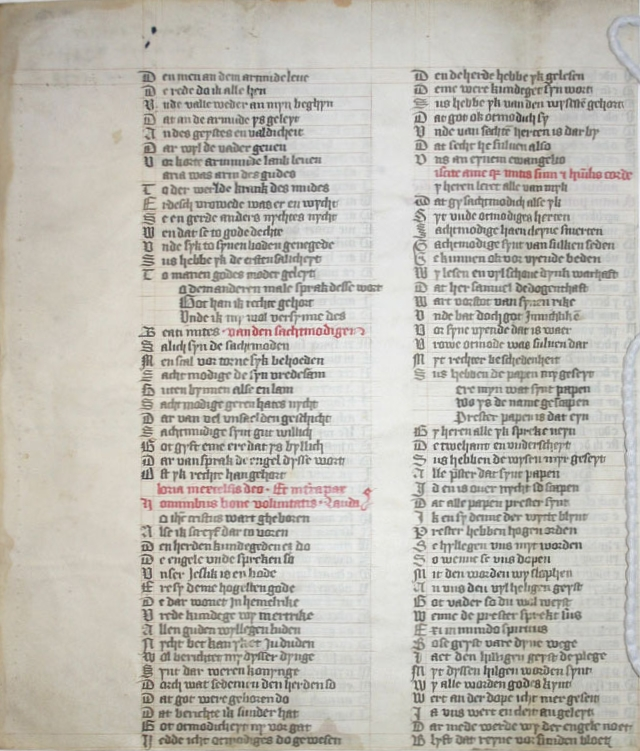
Brun von Schönebeck, Ave Maria, Handschrift 1150 A 4 im Lübecker Stadtarchiv, Mitte 14. Jahrhundert

Brun von Schönebeck (fl. zweite Hälfte des 13. Jahrhunderts) war ein mittelhochdeutscher Dichter in Magdeburg.
Ursprünglich Niederdeutsch (Mittelniederdeutsch) sprechend näherte er sich in der Dichtung wie damals bei niederdeutschen Dichtern üblich, die über den niederdeutschen Raum hinaus bekannt werden wollten und auch in Süddeutschland verstanden werden wollten, dem Mitteldeutschen an, auch wenn ihm das nicht immer gelingt und er ins Niederdeutsche verfällt oder Fehler im Mitteldeutschen begeht.

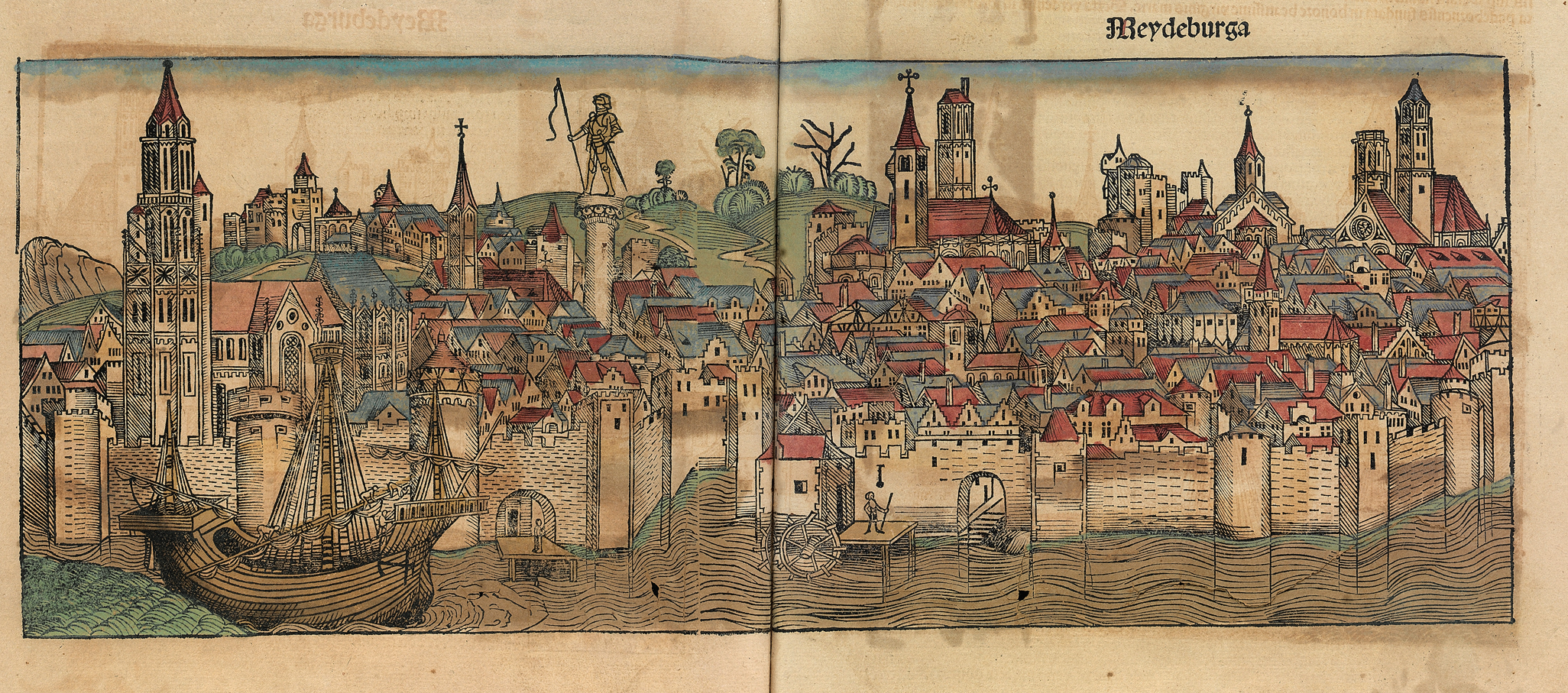
Alte Ansicht von Magdeburg, Schedel’sche Weltchronik 1493

## Leben und Werk
Brun von Schönebeck war Bürger von Magdeburg und gehörte dort zur Gesellschaft der Constabeln, Kindern der reichsten Bürger, die eine Art Ritterspiele und -feste (Gral genannt), auch mit anderen niedersächsischen Städten, veranstalteten, Gelage veranstalteten und höfische Sitten imitierten. Preis der Veranstaltung war eine schöne Frau (Fee genannt). Das ergibt sich auch aus Hinweisen in der Magdeburger Schöppenchronik für die Zeit in den 1270er Jahren (Eintrag 1281, im Anschluss an die Schilderung der Kämpfe 1278/81). Er selbst lud dazu mit gedichteten höfischen Briefen (höveschen breven) ein, unter anderem nach Braunschweig, Goslar, Hildesheim, Quedlinburg und Halberstadt. Sie sind nicht erhalten und auch nicht das das Fest beschriebene deutsch verfasste Buch.
Nach eigenen Angaben war er Laie und kein Geistlicher oder Gelehrter, hatte aber eine Ausbildung und Kenntnisse in Latein und lateinischer, auch antiker Literatur (wie Horaz, Ovid, bei den christlichen Autoren besonders der Heilige Bernhard und Augustin). An einer Stelle seines Hohen Lieds nannte er sich selbstironisch einen tumben Sachsen, hat aber nach einer Angabe im Ave Maria eine geistliche Schule besucht und dort Kenntnisse antiker und christlicher Schriftsteller erworben, wenn auch nicht sehr tiefgehende.
Er verfasste auch geistliche Dichtung, ein Hohes Lied (Cantica Canticorum) und ein Ave Maria. Letzteres ist in Handschriften in Lund, Göttingen und im Stadtarchiv Lübeck in Teilen überliefert. Das hohe Lied ist in einer Handschrift in Breslau (Rhedigersche Bibliothek, später Staats- und Universitätsbibliothek Wroclaw/Biblioteka Glowna, Cod. R 482, um 1400, Papier, es folgt danach die Goldene Schmiede von Konrad von Würzburg) vollständig erhalten (und in Teilen in weiteren Handschriften in Kassel und Wolfenbüttel). Es hat 12719 Verse und ist im Lauf eines Jahres bis Winter 1276 entstanden. Er hatte damals schon ein hohes Alter und fühlte die Nähe des Todes. Er blickt auf sein Leben zurück, das wie im Traum verflogen sei und im Streben nach Ruhm falsch war und ihn getäuscht habe, wie auch die höchsten Persönlichkeiten wie Kaiser Friedrich II. und sein Sohn Konrad. Die Quelle des von ihm verwendeten Kommentars zum Hohen Lied ist die Expositio in Cantico Canticorum von Honorius Augustodunensis. Daher stammt auch die Geschichte der Mandragora. Andererseits folgt er nicht genau der Quelle, weder in allen Einzelheiten noch im Aufbau. Wie damals vielfach auch bei anderen üblich identifiziert er die Braut von Salomo erst mit der Jungfrau Maria (der das Buch gewidmet ist), dann der Minne und schließlich mit der gesamten Christenheit. Dabei folgt er auch der Rede von den 15 Graden aus Mittelfranken (Aufstieg der Braut Salomos bis zur Schau der Dreieinigkeit). Die Dichtung besteht aus zwei Teilen, im kürzeren ersten Teil wird das hohe Lied in fortlaufender Erzählung geschildert, der zweite weitaus größere Teil (rund 11000 Verse) ist der christlichen Deutung des Textes gewidmet. Er hatte einen Geistlichen als Freund (Heinrich von Höxter, ein Barfüßermönch, Lesemeister und Prediger in Magdeburg, der 1276 urkundlich nachgewiesen ist), der ihn beriet. Lateinische Sätze und lateinische und deutsche Bibelzitate sind in die deutsche Dichtung eingefügt – so wird das Jüngste Gericht mit einem lateinischen Gedicht geschildert – und der Inhalt mit verschiedenen Fabeln ausgeschmückt, manchmal schweift er stark ab. Ein Vorbild für ihn war dabei Wolfram von Eschenbach (Parzival, Willehalm). Es gibt Dialoge und manchmal wendet er sich direkt an die Leser (männliche und weibliche).
Von weiteren Dichtungen gibt es Fragmente.
Er hatte einen gewissen Erfolg in Norddeutschland, so dass ihn Wolfhart Spangenberg noch im 17. Jahrhundert in seiner Singschule als Dichter würdigt.
Bei ihm ist die Existenz des ältesten bekannten deutschen Turnierhandbuchs bezeugt, das aber nicht erhalten ist.

## Werkausgaben
- Arwed Fischer: Das Hohe Lied des Brun von Schönebeck, Breslau 1886
- Das Hohe Lied. Hrsg. von Arwed Fischer (StLV 198), Tübingen 1893